# Corteza motora
La corteza motora comprende las áreas de la corteza cerebral responsables de los procesos de planificación, control y ejecución de las funciones motoras voluntarias.

## Anatomía de la corteza motora

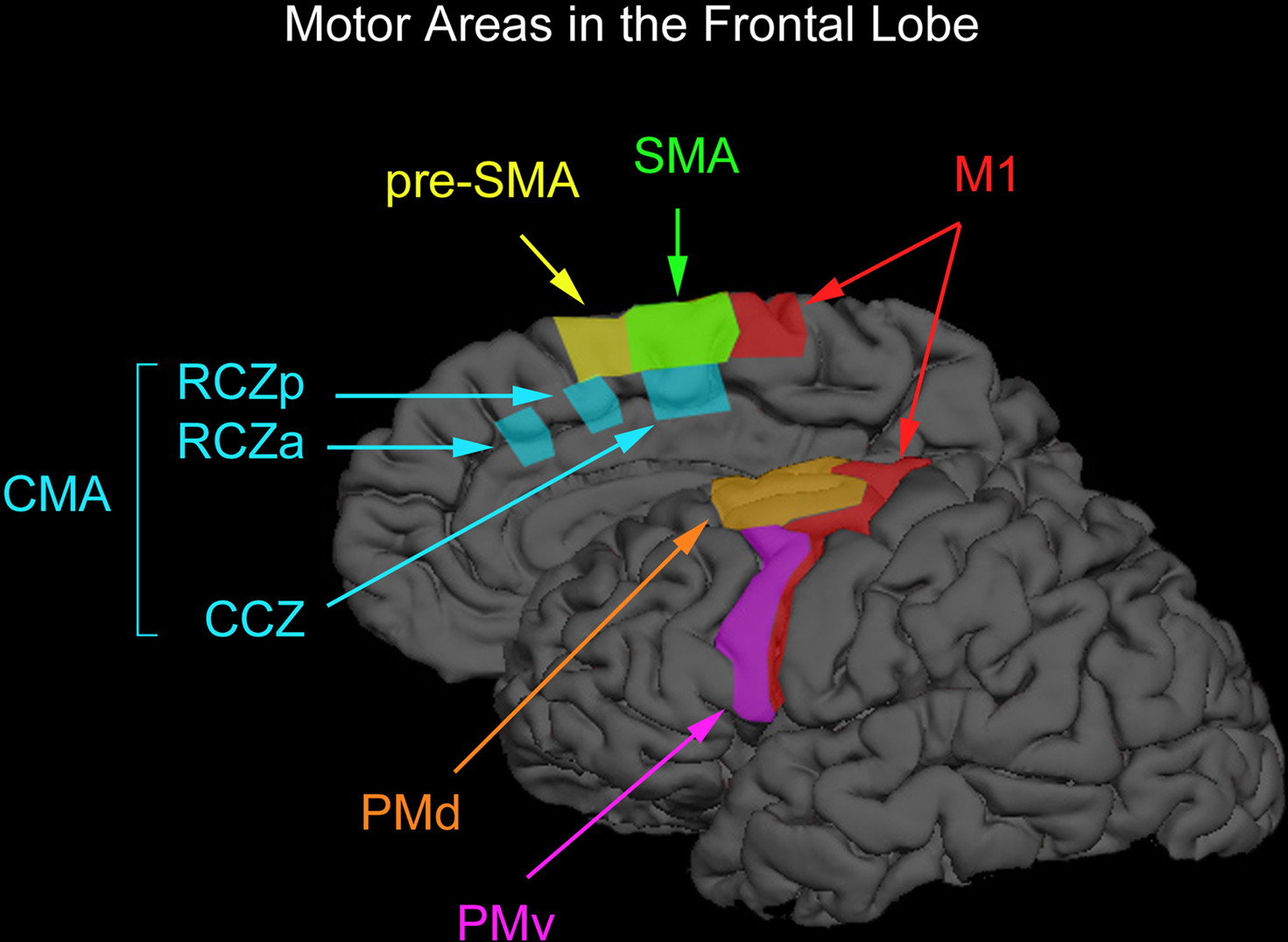
Sectores funcionales de la corteza motora.
M1=Área motora primaria en rojo.
PMd=área premotora dorsal.
PMv=área premotora ventral
SMA=Área motora Suplementaria en verde.
pre-SMA= área motora pre-Suplementaria en amarillo.
CMA=Área motora del cíngulo en celeste.(año:2010)

La corteza motora integrada por sus diferentes áreas, está situada en el lóbulo frontal, delante del surco de Rolando o motora pre-rolándica.

El Giro precentral alberga las dos áreas motoras más importantes la motora primaria y la pre-motora.
Se dividía según la fisiología, en diferentes áreas de función:
La corteza motora primaria (M1)
responsable de la generación de los impulsos neuronales que controlan la ejecución del movimiento.
La corteza motora secundaria
- - La corteza premotora, (PM) encargada de guiar los movimientos y el control de los músculos. Se ubica en el Giro precentral, en las áreas PM ventral y PM dorsal.
  - El área motora suplementaria (SMA), encargada de la planificación y coordinación de movimientos complejos, como por ejemplo, aquellos que requieren el uso de ambas manos.
  - La corteza parietal posterior, encargada de transformar la información visual en instrucciones motoras.

### Microarquitectura
Las células de la corteza motora tienen una doble estructuración:
Horizontalmente
Están organizadas en 
seis "capas" superpuestas denominadas I-VI, que son consecuencia de su embriogénesis. La capa V presenta las  células gigantes de Betz características de la corteza motora.
Verticalmente
Se organizarían como "columnas" corticales  como consecuencia de su funcionalidad, que estimulan la activación de determinados músculos o grupos musculares sinérgicos. 
Existen otras estructuras cerebrales fuera de la corteza que son de gran importancia para la función motora. Es destacable el papel del cerebelo y de los núcleos motores subcorticales.

## Historia de la función de la corteza motora
En el siglo XIX, Eduard Hitzig y Gustav Fritsch demostraron que la estimulación eléctrica de ciertas partes del cerebro podían provocar una contracción muscular en la parte opuesta del cuerpo.
En 1949, el neurocirujano canadiense Wilder Penfield desarrolló un procedimiento quirúrgico para suavizar los síntomas de la epilepsia. Su procedimiento inicial consistió en estimular eléctricamente diversas partes de la superficie de la corteza cerebral del paciente para encontrar el área responsable de la patología. Durante sus investigaciones, descubrió que la estimulación del área 4 de Brodmann provocaba una rápida contracción de determinados músculos. Además, parecía existir un "mapa motor" de la superficie del cuerpo a lo largo de la circunvolución del área 4. Hoy día, esta área se conoce como corteza motora primaria.
A partir de este descubrimiento, halló que la estimulación de las regiones que se encuentran por delante (frontales) a la corteza motora primaria M1, provocaban movimientos más complejos. No obstante, se requería una mayor corriente eléctrica para poner en marcha movimientos desde estas áreas. Estas zonas corticales premotoras se localizan como el área 6 de Brodmann (BA 6).

## Perspectiva actual
Actualmente, las áreas motoras corticales se suelen dividir en tres regiones con dos papeles diferenciados:
1. Corteza motora primaria (M1).
2. Área pre-motora (APM).
3. Área motora suplementaria (AMS).[3]

Los experimentos de Penfield han dejado una imagen bastante evidente del funcionamiento de estas áreas.
El propósito de la corteza motora primaria M1 es conectar el cerebro con las neuronas motoras inferiores, a través de la médula espinal para informar de cuáles son los músculos concretos que deben contraerse. Estas neuronas motoras superiores se encuentran en la capa 5 de la corteza motora, y contiene algunas de las células más grandes del cerebro (el cuerpo de las células de Betz puede superar los 100 micrómetros de diámetro. En comparación, los linfocitos, un tipo de célula de la sangre, suelen tener un diámetro de 15 micrómetros. Los axones descendientes desde estas células de la capa V forman el tracto córtico-espinal o piramidal. 
Aunque los primeros estudios señalaban la posibilidad de que la organización de la corteza motora estuviera basada en columnas que controlaban de manera individual cada uno de los músculos, se ha podido concretar más recientemente que desde la capa V se establecen sinapsis con muchas neuronas motoras inferiores que inervan diferentes músculos. Estos datos indican que las neuronas de la corteza motora primaria no forman conexiones simples con las neuronas motoras inferiores. La actividad de una misma neurona M1 puede provocar contracciones en más de un músculo; esto sugiere que el papel de la corteza motora primaria no se limita a codificar el grado de contracción de determinados músculos individuales.

## Estudios de neuroimagen
Los escáneres realizados mediante técnicas de imagen por resonancia magnética funcional sobre personas realizando una tarea de lectura de palabras han mostrado que la actividad de leer un verbo que hace referencia a una acción relacionada con la cara, el brazo o la pierna, provoca un incremento en el flujo sanguíneo y en la actividad de la corteza motora. Las áreas de la corteza motora que se activan, corresponden a las zonas de la corteza motora que están asociadas con la actividad concreta a la que los verbos hacen referencia. Por ejemplo, leer la palabra "lamer" puede incrementar el flujo sanguíneo en las zonas relacionadas con los movimientos de la lengua y la boca. Además, durante la lectura de las palabras, también se incrementa el flujo sanguíneo en las regiones premotoras, el área de Broca y el área de Wernicke. Con base en esta información, se ha propuesto que la comprensión de palabras depende de la activación de áreas cerebrales interconectadas que asimilan información sobre una palabra concreta y sus acciones y sensaciones asociadas.